# Eiland (Maasgouw)
Eiland (Limburgs: Eilandj) is een buurtschap ten oosten van Stevensweert op het Eiland in de Maas in de Nederlandse gemeente Maasgouw. Ten oosten van de buurtschap ligt de Oude Maas en ten noorden de Stevensweert Marina en de Eilandplas. Direct ten noorden van Eiland ligt buurtschap Brandt.

## Bezienswaardigheden
- Sint-Rochuskapel
- Monument op het Eiland, een oorlogsmonument

Steden en dorpen:
Beegden · Brachterbeek · Heel · Linne · Maasbracht · Ohé en Laak · Panheel · Stevensweert · Thorn · Wessem

Buurtschappen: Baarstraat · Bilt · Brandt · Eiland · Osen · Pol · Santfort (deels) · Weerd

Voormalige gemeenten: Heel · Maasbracht · Thorn

Limburg: Steden en dorpen      Nederland: Provincies · Gemeenten